# Zhenfan

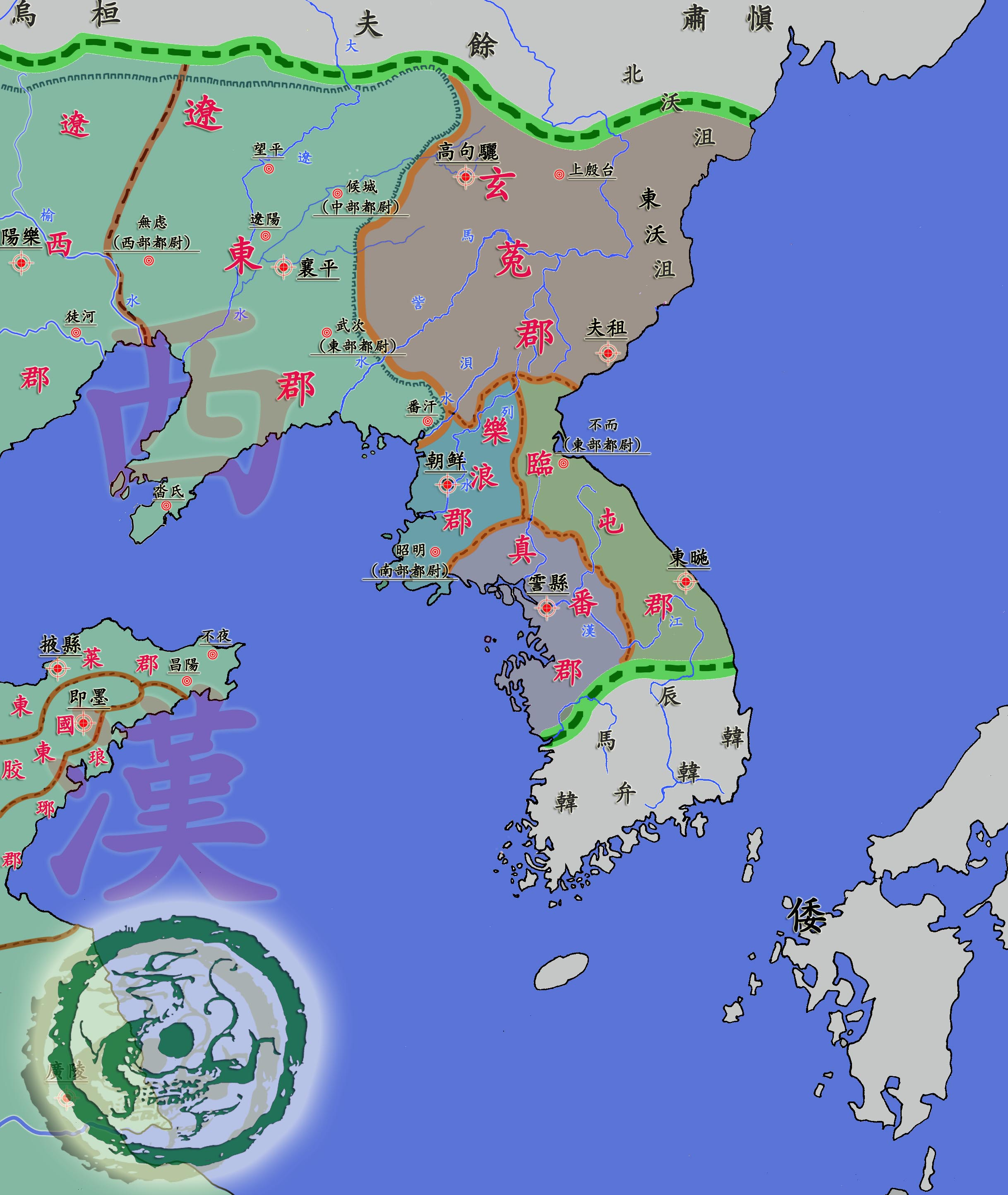
Mapa przedstawiająca cztery chińskie komanderie na Półwyspie Koreańskim (Lelang, Lintun, Xuantu i Zhenfan) na początku I wieku p.n.e.

Zhenfan, kor. Jinbeon – dawna chińska komanderia, istniejąca w latach 108-82 p.n.e., położona na obszarze Półwyspu Koreańskiego.
Była jedną z czterech chińskich komanderii utworzonych po podboju państwa Wiman Joseon przez chińską dynastię Han w 108 p.n.e. Obejmowała w przybliżeniu obszary dzisiejszych prowincji Hwanghae Północne i Hwanghae Południowe w Korei Północnej, sięgając do rzeki Han-gang na południu i przełęczy Chabi na północy. Pełniła rolę bufora między komanderią Lelang a położonym w południowej części półwyspu koreańskim państwem Chin'guk.
Komanderia została zlikwidowana w 82 p.n.e., a jej tereny włączono do sąsiedniego Lelangu.